# Czesław Piechnik
Czesław Piechnik (ur. 7 listopada 1917 w Dobromilu, zm. 19 grudnia 2007 w Gdańsku) – oficer aparatu bezpieczeństwa i Milicji Obywatelskiej.

## Życiorys
Przed wojną skończył 6 klas szkoły powszechnej, w 1954 liceum ogólnokształcące dla pracujących w Opolu, a w 1961 skończył studia prawnicze na UJ. 1934–1936 członek Związku Strzeleckiego, 1937–1939 – PPS. Od końca stycznia do końca lutego 1945 był milicjantem w Lipniku, następnie referentem PUBP w Bielsku-Białej. Skończył Centrum Wyszkolenia MBP w Warszawie (1946) i Kurs Aktywu Kierowniczego Ośrodka Szkoleniowego MBP (1952). W 1946 był p.o. zastępcy szefa PUBP w Bielsku-Białej i Wadowicach, następnie p.o. zastępcy naczelnika Wydziału IV Wojewódzkiego Urzędu Bezpieczeństwa Publicznego w Krakowie i inspektorem w Kierownictwie WUBP. Od 1 września 1952 naczelnik Wydziału I WUBP w Opolu, 3 lata później przeniesiony na analogiczne stanowisko do WUBP w Kielcach. Od 29 listopada 1956 naczelnik Wydziału II SB Komendy Wojewódzkiej (KW) MO w Kielcach, a od 1 czerwca 1961 do 15 stycznia 1970 II zastępca komendanta MO ds. bezpieczeństwa KW MO w Gdańsku.

## Odznaczenia
Był odznaczony Brązowym, Srebrnym i Złotym Krzyżem Zasługi, Srebrnym Medalem Zasłużonym na Polu Chwały, Krzyżem Kawalerskim (1964) i Oficerskim (1969) Orderu Odrodzenia Polski, Srebrną Odznaką w Służbie Narodu i Brązowym Medalem „Za zasługi dla obronności kraju”.